# Subida a Arrate 1982
La 39.ª edición de la Subida a Arrate se disputó del 12 al 13 de junio de 1982 sobre un recorrido de 2 etapas y con un total de 17 km.
La primera etapa se disputó en línea, con salida en Éibar y llegada en el Santuario de la Virgen de Arrate. La 2.ª etapa tenía el mismo recorrido y se disputó en la modalidad de cronoescalada.
La victoria en la 1ª etapa fue para Marino Lejarreta mientras que la victoria en la 2ª etapa fue para Ángel Arroyo. Finalmente el propio Ángel Arroyo sería el vencedor final de la Subida a Arrate.